# Stefan Moszoro-Dąbrowski
Stefan Moszoro-Dąbrowski (ur. 16 listopada 1957 w Rosario) – kapłan rzymskokatolicki, numerariusz, wikariusz regionalny Prałatury Personalnej Opus Dei w Polsce a od 2023 jest również wikariuszem prałata na Słowację, Czechy, Litwę, Łotwę, Estonię oraz Finlandię. Obecnie mieszka w Warszawie.

## Życiorys

### Rodzina
Pochodzi z rodziny ormiańskiej. Jego matka Ludmiła Dąbrowska (1917–2012) uniknęła aresztowania przez NKWD we Lwowie w 1939, uciekła do Krakowa. Krótko później została aresztowana, pod koniec wojny trafiła do obozu koncentracyjnego Auschwitz-Birkenau. Po wojnie wyemigrowała do Londynu, gdzie poznała męża, polskiego emigranta Kazimierza Moszoro (1911–1998). Przed wojną rodzice byli działaczami akademickimi we Lwowie. Osiedlili się w Rosario, gdzie mieli czwórkę dzieci.

### Studia
Studiował elektrotechnikę na wydziale elektroniki w Argentynie, w grudniu 1980 uzyskując tytuł inżyniera elektronika jako pierwszy i najmłodszy w swoim roczniku. Studiował teologię w Rzymie. Obronił doktorat na Uniwersytecie Nawarry w Pampelunie (Hiszpania).

### Opus Dei
Wychowany w rodzinie katolickiej, która w latach 70. nawiązała kontakt z pracą apostolską Opus Dei w Argentynie. Uczestniczył w działaniach ośrodka akademickiego El Litoral w Rosario. W sierpniu 1972 poprosił o przyjęcie do Opus Dei. Osobiście poznał św. Josemarię Escrivę de Balaguera, gdy ten odwiedził Argentynę w czerwcu 1974 roku. Po studiach inżynierskich przeniósł się do Rzymu. Wiele razy miał okazję spotykania się z bł. Alvaro del Portillo. W dniu 6 czerwca 1982 roku w bazylice św. Piotra papież Jan Paweł II udzielił mu święceń kapłańskich (ks. Moszoro był wówczas wyświęcony w gronie 33 alumnów Opus Dei). W latach 1984–1989 był duszpasterzem akademickim w Tucuman i kapelanem ośrodka El Cebil.
Jest jednym z pierwszych członków Opus Dei w Polsce. Na prośbę bł. Alvaro del Portillo przybył do Polski w listopadzie 1989, aby rozpocząć stałą pracę apostolską Opus Dei w Polsce. W latach 1989–1999 pełnił funkcje wikariusza regionalnego Opus Dei na Polskę, jego następcą został ks. Piotr Prieto. W latach 1999–2013 pełnił funkcję Kierownika duchowego Prałatury w Polsce. 19 kwietnia 2013 ponownie został mianowany Wikariuszem Regionalnym.
1 maja 2023, w związku z powstaniem nowego okręgu Prałatury Opus Dei: Europa Środkowo-Północna, w którym prałat Opus Dei, Fernando Ocáriz zadecydował połączyć w jednym okręgu Prałatury siedem krajów: Polskę, Słowację, Czechy, Litwę, Łotwę, Estonię oraz Finlandię, Stefan Moszoro-Dąbrowski został jego wikariuszem regionalnym.

## Twórczość
- Napisał scenariusz do filmu „Pójdź za mną. Testament Jana Pawła II”[9].
- Autor nagrań radiowych dla Radia Józef – Cykl „Fitness Duchowy”[10]; „Ale o co chodzi?”[11]; Wielkie sprzątanie[12].

Ks. Moszoro-Dąbrowski pisze felietony w katolickim tygodniku Idziemy, które w roku 2015 zostały opublikowane w dwóch książkach:
- Nasze Codzienne Westerplatte (t. I) – Wydawnictwo Diecezji Warszawsko-Praskiej, Warszawa 2015, 224 s., ISBN 978-83-925662-7-4
- Nasze Codzienne Westerplatte (t. II) – Wydawnictwo Diecezji Warszawsko-Praskiej, Warszawa 2015, 208 s., ISBN 978-83-943307-0-5

## Życie prywatne
Jego bratem jest Bartłomiej Moszoro.